# Jorge Davies
Jorge Alexander Davis Brown (Limón, 8 de noviembre de 1985) es un futbolista costarricense que juega como defensa Central y su actual equipo es el San Migool de la Segunda B de Costa Rica.

## Clubes
| Club                      | País       | Año         |
| ------------------------- | ---------- | ----------- |
| Los Galacticos Ramonenses | Costa Rica | 2008 - 2010 |
| Alajuelense               | Costa Rica | 2010 - 2014 |
| Pérez Zeledón             | Costa Rica | 2014 - 2017 |
| Aserrí                    | Costa Rica | 2021 - 2022 |